# Ellison Onizuka
Ellison Shoji Onizuka (Kealakekua, Hawái, 24 de junio de 1946-Cabo Cañaveral, 28 de enero de 1986) fue teniente coronel de la Fuerza Aérea de los Estados Unidos y astronauta de la NASA. Su religión fue el budismo.
En 1964 se graduó de la Preparatoria Konawaena en Kealakekua, Hawái. En junio de 1969 obtuvo una licenciatura en Ingeniería aeroespacial y en diciembre del mismo año el máster de esta disciplina de la Universidad de Colorado.
Después de recibir su encargo en el programa ROTC de la Universidad de Colorado, Onizuka prestó servicio a la Fuerza Aérea como un destacado militar en enero de 1970. Como ingeniero de vuelos de prueba aeroespaciales con el Centro de Logística Aérea Sacramento en la Base McClellan de la Fuerza Aérea, California, participó en programas de vuelos de prueba e ingeniería de seguridad de sistemas para las naves F-84, F-100, F-105, F-lll, EC-121T, T-33, T-39, T-28, y A-l.
Desde agosto de 1974 hasta julio de 1975 asistió a la Escuela de Pilotos de Pruebas de la USAF donde recibió tanto la instrucción académica formal como la de vuelo en desempeño, estabilidad y control, y la prueba en vuelo de sistemas. En julio de 1975 fue asignado al Centro de Vuelos de Prueba de la Fuerza Aérea en la Base Edwards de la Fuerza Aérea, en California donde se desempeñó como ingeniero de vuelos de prueba de escuadrón en la Escuela de Pilotos de Vuelos de Pruebas de la USAF, y más tarde trabajó como jefe de la sección de apoyo en ingeniería en la división de recursos de entrenamiento. Sus deberes allí se basaron en la instrucción de cursos curriculares para la Escuela de Pilotos de Prueba de la USAF y la gestión de todas las modificaciones de vuelos de prueba para toda la flota de aeronaves (A-7, A-37, T-38, F-4, T-33, y NKC-135) que eran usadas por la Escuela de Pilotos de Prueba y el Centro de Vuelos de Prueba.

Ellison Onizuka logró registrar más de 1700 horas de vuelo.

## Organizaciones
Ellison Onizuka perteneció a las siguientes organizaciones: Miembro de la Sociedad de Ingenieros de Vuelos de Prueba, la Asociación de la Fuerza Aérea, el Instituto Estadounidense de la Aeronáutica y Astronáutica, Tau Beta Pi, Sigma Tau, y la Fraternidad del Triángulo.

## Distinciones
Medalla al Mérito de la Fuerza Aérea, Medalla del Mérito al Servicio de la Fuerza Aérea, Premio a la Unidad Sobresaliente de la Fuerza Aérea, Premio a la Excelencia Organizacional de la Fuerza Aérea, y la Medalla al Servicio de la Defensa Nacional.

## Experiencia en la NASA

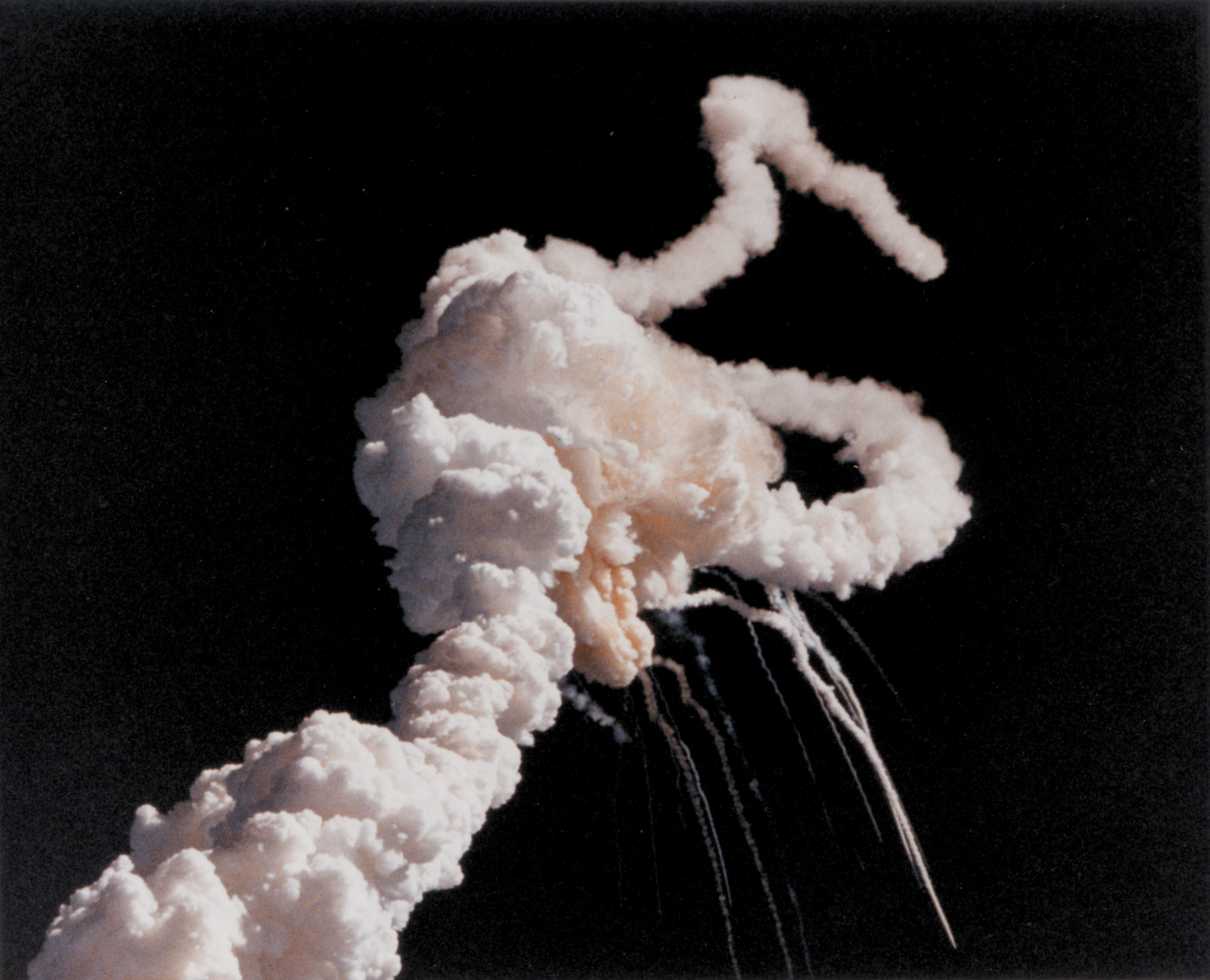
El Challenger se desintegra por los aires.

En enero de 1978, Onizuka fue seleccionado como candidato a astronauta de la NASA y completó un año de evaluación y entrenamiento en agosto de 1979. Más tarde trabajó en los equipos de experimentación y prueba del Orbitador y en tripulaciones de apoyo de lanzamientos en el Centro Espacial Kennedy para el STS-1 y el STS-2. En la NASA trabajó en el equipo de software de prueba y revisión en el Laboratorio de Aviónica e Integración del Transbordador (LAIT). También colaboró en otras tareas técnicas como coordinador de equipo de tripulación de astronautas, coordinador del compartimiento de tripulación y el desarrollo de sistemas y cargas.
Su primera misión espacial tuvo lugar el 24 de enero de 1985 con el lanzamiento desde el Centro Espacial Kennedy, Florida, de la misión STS 51-C a bordo del Discovery, la primera misión del Transbordador Espacial para el Departamento de Defensa. Onizuka estuvo acompañado por el comandante Thomas Mattingly, el piloto Loren Shriver, el compañero especialista de misión James Buchli y el especialista de carga Gary Payton.
Durante la misión, Onizuka fue responsable de las actividades de carga primarias, que incluyeron el despliegue de una Etapa Superior Inercial (IUS). Después de 48 órbitas alrededor de la Tierra, el Discovery aterrizó en el Centro Espacial Kennedy el 27 de enero de 1985.
Ellison Onizuka completó un total de 74 horas en el espacio.
Onizuka fue asignado a la misión STS 51-L del transbordador espacial Challenger que despegó del Centro Espacial Kennedy, Florida a las 11:38:00 EST (16:38:00 UTC) el 28 de enero de 1986. La tripulación del Challenger estaba integrada de la siguiente manera: Comandante Francis Scobee, Piloto el Comandante Michael Smith, los especialistas de misión: el Dr. Ronald McNair y la Dra. Judith Resnik, el especialista de carga Gregory Jarvis especialista de carga civil Christa McAuliffe. Los 7 tripulantes fallecieron instantáneamente al impactar la cabina del Challenger en aguas del océano Atlántico, tras una larga caída de casi tres minutos. A los 73 segundos del lanzamiento del Challenger sobrevino una filtración de gases incandescentes provenientes de un anillo defectuoso del cohete de propulsión sólida derecho. Esto provocó una explosión que desintegró la nave que quedó inmersa en una bola de fuego.
El módulo de la cabina sobrevivió intacto y se desprendió con la explosión para caer al mar tras 2 minutos y medio desde una altura de 15.240 metros.
La NASA había estimado las probabilidades de un accidente catastrófico durante el lanzamiento (el momento más peligroso del vuelo espacial) en una proporción de 1 a 438.

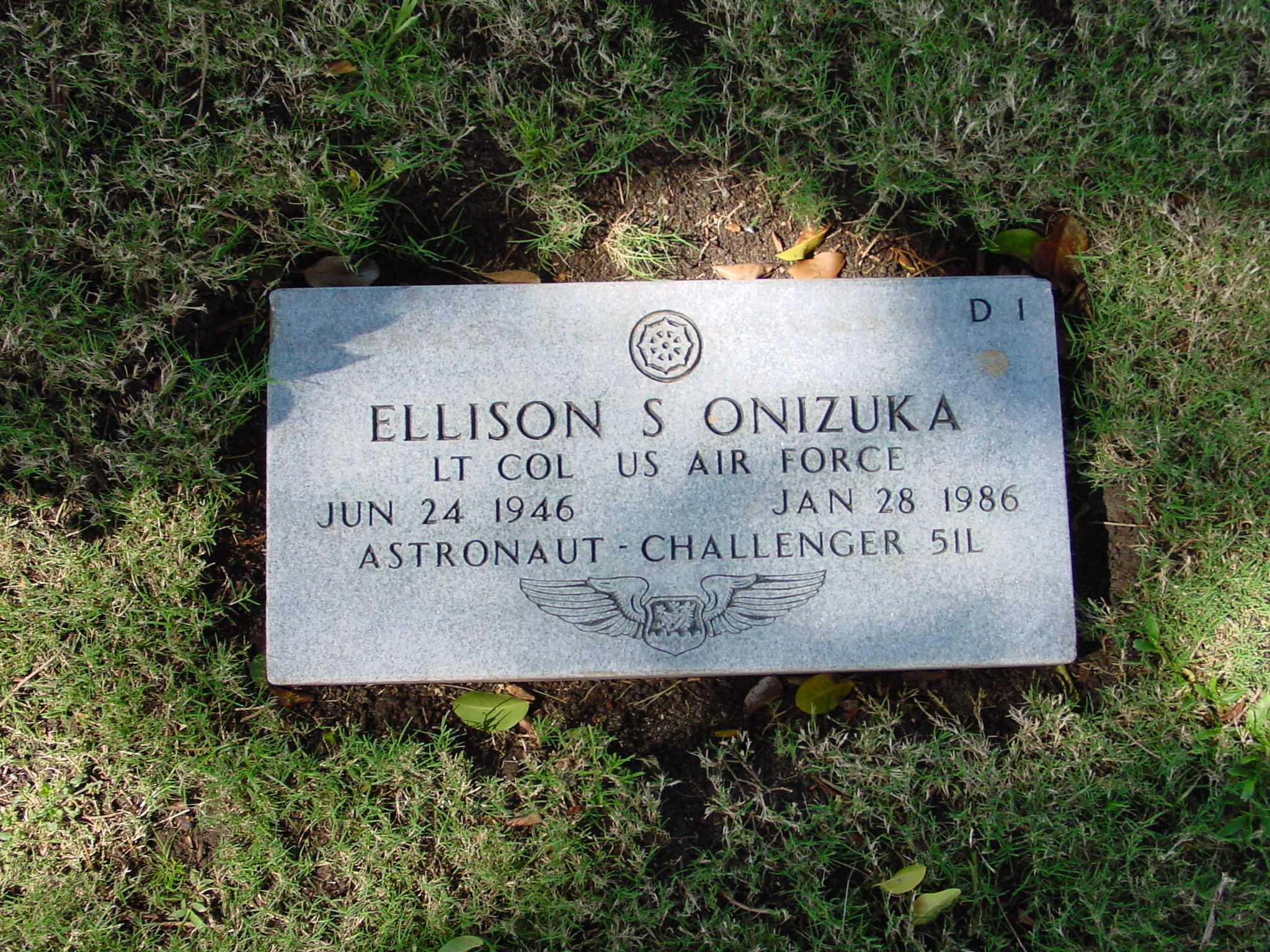
El sepulcro de Ellison Onizuka.

Este accidente, el más impactante del Programa del Transbordador Espacial, perjudicó seriamente la reputación de la NASA como agencia espacial y la propuesta de la participación de civiles, promulgada por Ronald Reagan y concretada con la maestra de primaria Christa McCauliffe echó por tierra todas las estructuras administrativas y de seguridad. La NASA suspendió temporalmente sus vuelos espaciales hasta 1988.
Varios establecimientos recibieron su nombre tras su muerte: la Estación de la Fuerza Aérea Onizuka, en Sunnyvale, California, el Centro Onizuka para la Astronomía Internacional en el Observatorio Mauna Kea y el Centro Espacial Astronauta Ellison S. Onizuka en el Aeropuerto Internacional de Kona, Hawái.
Ellison Onizuka estaba casado y tenía dos hijas en el momento de su muerte. Fue ascendido póstumamente al grado de Coronel.

## Eponimia
- El cráter lunar Onizuka lleva este nombre en su memoria.[1]
- El asteroide (3355) Onizuka también conmemora su nombre.[2]